# دشت ده کهنه حرامزالو
دشت ده کهنه حرامزالو مربوط به هزاره اول قبل از میلاد است و در شهرستان سقز، جاده روستای تکانلو به کریم آباد واقع شده و این اثر در تاریخ ۵ آذر ۱۳۸۰ با شمارهٔ ثبت ۴۴۷۸ به‌عنوان یکی از آثار ملی ایران به ثبت رسیده است.